# Lisowicia bojani
Lisowicia bojani è un terapside estinto, appartenente ai dicinodonti. Visse nel Triassico superiore (Norico - Retico, circa 205 - 201 milioni di anni fa) e i suoi resti fossili sono stati ritrovati in Polonia. È il più grande dicinodonte noto e probabilmente l'ultimo ad apparire.

## Descrizione
Questo animale era di enormi dimensioni: rispetto agli altri dicinodonti, la sua mole era cinque volte maggiore. Lisowicia era lungo oltre 4,5 metri e alto circa 2,6 metri; gli autori della prima descrizione hanno ipotizzato che questo animale potesse raggiungere il peso di circa 9 tonnellate, anche se stime più recenti hanno indicato che Lisowicia potesse pesare tra le 4,8 e le 7 tonnellate (Romano e Manucci, 2019). In sostanza era grande quanto un elefante e la sua mole rivaleggiava con quella dei più grandi dinosauri triassici. Lisowicia era dotato di un corpo estremamente robusto, sorretto da arti molto massicci, con ossa corte e a struttura subcursoriale; la forma dell'omero e del cinto scapolare, così come quella del femore e del cinto pelvico, suggerisce che questo animale aveva una postura eretta, con zampe direttamente sotto il corpo. La coda era molto corta, quasi inesistente, mentre il cranio era di grandi dimensioni e, come in tutti i dicinodonti, era dotato di un becco privo di denti. Erano presenti inoltre due proiezioni ossee nella zona dei canini, simili a quelle presenti in altri animali simili quali Placerias.

## Classificazione
Lisowicia bojani venne descritto per la prima volta nel 2018, sulla base di resti fossili rinvenuti un decennio prima nella zona di Lisowice in Polonia, in terreni risalenti alla fine del Triassico (Norico/Retico). Questo animale è noto per uno scheletro quasi completo, privo solo delle ossa della mano, di parte della colonna vertebrale e di parte del cranio. Le caratteristiche morfologiche dello scheletro di Lisowicia indicano che questo animale era un membro della famiglia degli stahleckeriidi, comprendente altre forme molto note come Stahleckeria e Placerias, che include alcuni fra gli ultimi e più grandi dicinodonti noti. 

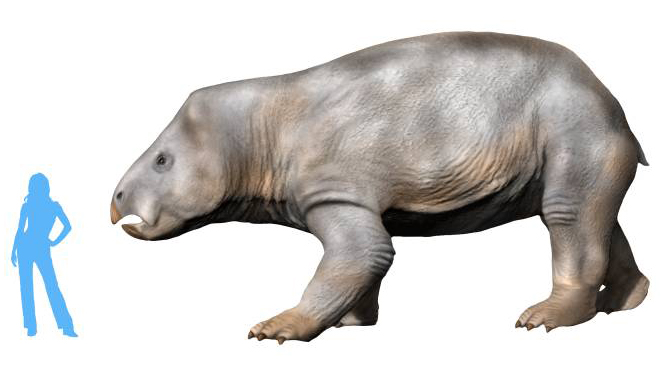
Ricostruzione di Lisowicia bojani a confronto con le dimensioni di un essere umano

## Paleobiologia

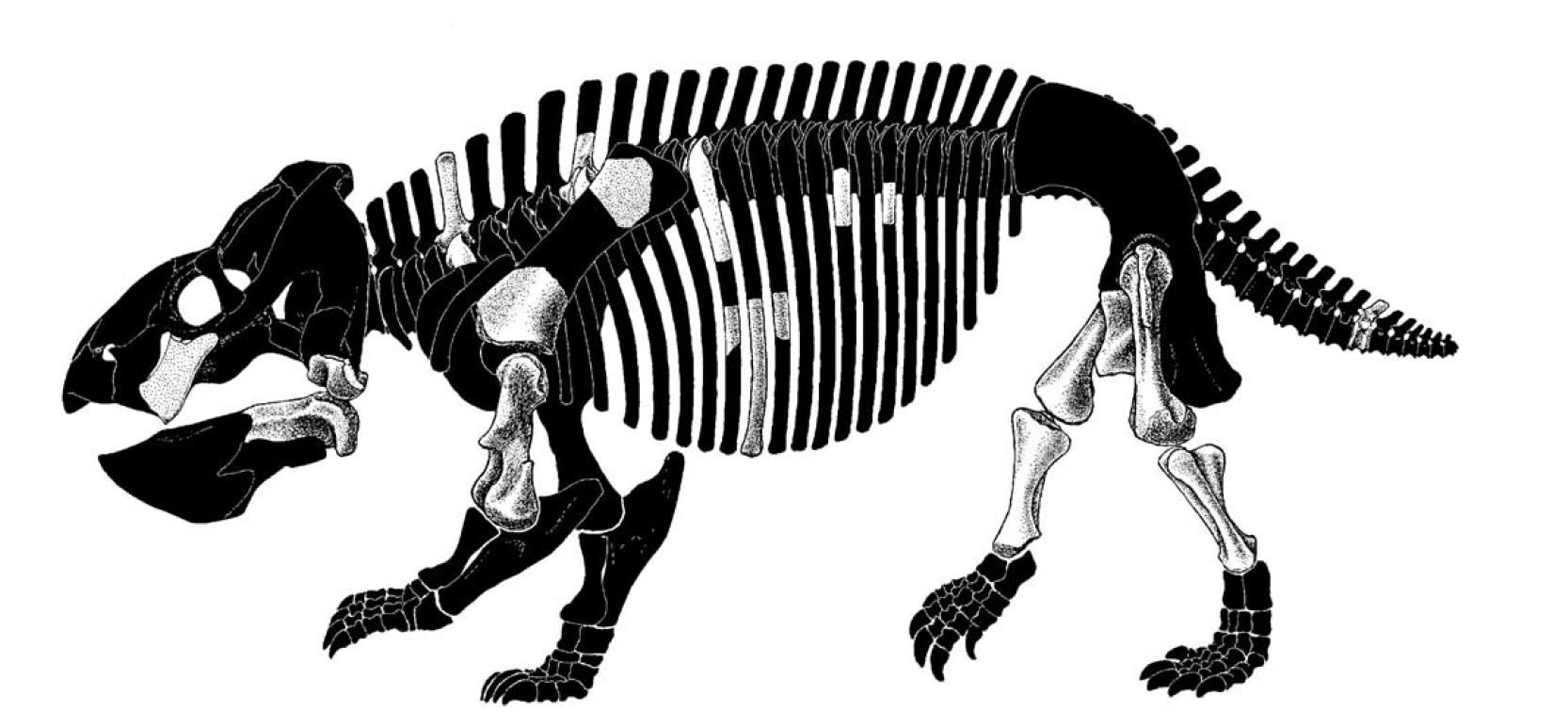
Ricostruzione dello scheletro di Lisowicia bojani. In grigio le parti conosciute

Le zampe di Lisowicia, in particolare quelle anteriori, erano adattate a sorreggere efficacemente l'enorme peso dell'animale. La mancanza di linee di arresto di crescita e la corteccia altamente modificata delle ossa delle zampe di questo animale suggeriscono una crescita ossea permanente e rapida, e richiama quella dei dinosauri e dei mammiferi.

## Importanza dei fossili
La scoperta di un dicinodonte gigantesco come Lisowicia in terreni del Triassico superiore, e quindi coevo ai primi dinosauri giganti, ribalta la concezione stabilita di una radiazione di megaerbivori triassici come esclusivo appannaggio dei dinosauri, e mostra che i terapsidi (ovvero la linea evolutiva che condurrà anche ai mammiferi) furono in grado di raggiungere taglie a cui nessun mammifero fu in grado di avvicinarsi fino alla fine dell'Eocene, circa 170 milioni di anni dopo. La scoperta di Lisowicia, inoltre, porta a una riconsiderazione delle modalità dell'evoluzione del gigantismo nei dinosauri: la coesistenza di dicinodonti enormi e di dinosauri altrettanto grandi, nel corso della fine del Triassico superiore, suggerisce che il dominio dei dinosauri sauropodi giganti del Giurassico non fu solamente il risultato dall'occupazione di nicchie ecologiche libere già nel corso del Triassico.